# Bistum Molegbe
Das Bistum Molegbe (lat.: Dioecesis Molegbensis) ist eine in der Demokratischen Republik Kongo gelegene römisch-katholische Diözese mit Sitz in Molegbe.

## Geschichte
Das Bistum Molegbe wurde am 7. April 1911 durch Papst Pius X. aus Gebietsabtretungen des Apostolischen Vikariates Léopoldville als Apostolische Präfektur Ubanghi Belga errichtet. Die Apostolische Präfektur Ubanghi Belga wurde am 28. Januar 1935 durch Papst Pius XI. mit der Apostolischen Konstitution Quaevis inter infideles zum Apostolischen Vikariat erhoben.
Am 10. November 1959 wurde das Apostolische Vikariat Ubanghi Belga durch Papst Johannes XXIII. mit der Apostolischen Konstitution Cum parvulum zum Bistum erhoben und in Bistum Molegbe umbenannt. Es wurde dem Erzbistum Mbandaka-Bikoro als Suffraganbistum unterstellt.

## Ordinarien

### Apostolische Präfekten von Ubanghi Belga
- Fulgenzio da Gerard-Montes OFMCap, 1911–1930
- Basile Octave Tanghe OFMCap, 1931–1935

### Apostolische Vikare von Ubanghi Belga
- Basile Octave Tanghe OFMCap, 1935–1947
- Jean Ghislain Delcuve OFMCap, 1948–1958
- Léon Théobald Delaere OFMCap, 1958–1959

### Bischöfe von Molegbe
- Léon Théobald Delaere OFMCap, 1959–1967
- Joseph Kesenge Wandangakongu, 1968–1997
- Ignace Matondo CICM, 1998–2007
- Dominique Bulamatari, 2009–2023
- Joseph Mopepe Ngongo, seit 2025